# ماریا پارادو

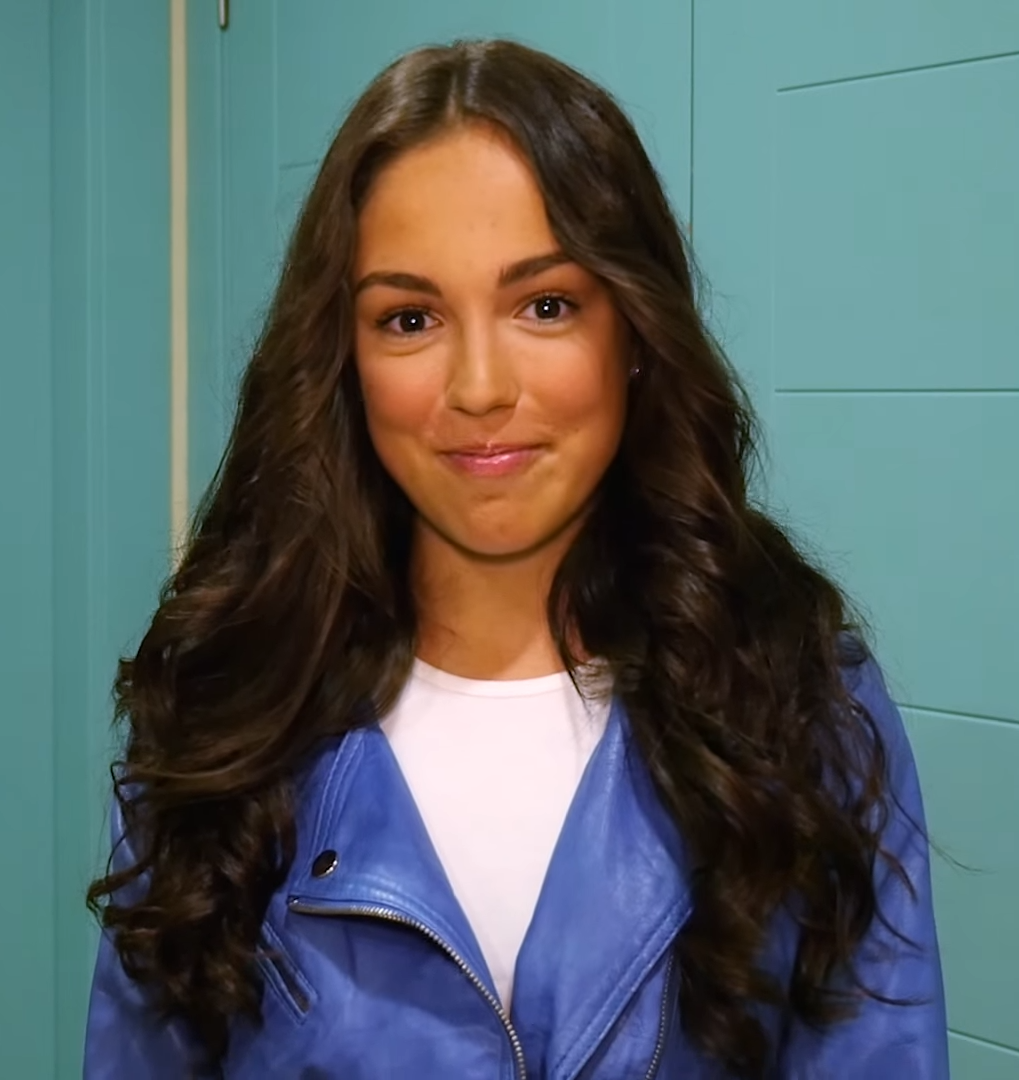

ماریا دولورس پارادو آویلا (کادیز، ۲۸ آوریل ۲۰۰۱)، معروف به ماریا پارادو، یک خواننده پاپ اسپانیایی است، او پس از برنده شدن در اولین نسخه La Voz Kids España در سال ۲۰۱۴ شناخته شده‌است.
او خوانندگی را از ۳ سالگی شروع کرد. در سن هشت سالگی در مسابقه تلویزیونی Cántame una cancion در تله‌سینکو شرکت کرد. سپس با تنها ۸ سال در ۱۶ آوریل ۲۰۱۰ برای شرکت در برنامه Menuda noche of Canal Sur انتخاب شد. او در این برنامه چندین آهنگ مانند "زیبایی و هیولاً یا "Vas a drive me crazy" را در برنامه خواند. او در سال ۲۰۱۴ در ۱۲ سالگی، برنده اولین نسخه استعداد شوی اسپانیایی La Voz Kids شد که از تله‌سینکو پخش شد. او بخشی از تیم مالو در برنامه بود. وقتی در مسابقه برنده شد، سال اول ESO و کلاس چهارم در پیانو بود.